# Глебов, Артём Владимирович
Артём Владимирович Глебов (19 декабря 1976, Рудный, Кустанайская область, Казахская ССР) — казахстанский мини-футболист, выступал за сборную Казахстана. После завершения игровой карьеры, работает тренером в России. Мастер спорта Республики Казахстан международного класса.

## Биография
Согласно автобиографии, опубликованной ВКонтакте, родился в 1976 году в городе Рудный, на территории современного Казахстана. В детстве увлекался многими видами спорта, в 12 лет становился чемпионом города по хоккею, а в 1991 и 1992 годах признавался лучшим футболистом города в своём возрасте. Профессиональную карьеру начал в российском мини-футбольном клубе «Строитель» Новоуральск из высшей лиги. После сезона в России, продолжить играть в Казахстане, где выступал до конца карьеры в 2009 году. Последним клубом в карьере был «Аят». В составе сборной Казахстана провёл 22 матча и забил 7 голов, был участником чемпионатов Азии 1999 и 2000 годов. Последний раз вызывался в сборную в 2003 году, сыграл 2 матча.
Тренерскую карьеру начинал в молодёжной команде МФК «Аят». С 2013 года работает тренером в челябинской СШОР «Сигнал». Признавался лучшим тренером Челябинска в 2017 и 2019 годах и лучшим тренером Челябинской области 2019 года.
Сын — Кирилл Глебов (р. 2005), профессиональный футболист.